# Šifra četiri kvadrata
Šifra četiri kvadrata je ime za simetričnu kriptografsku metodu koju je izumio francuski kriptograf Felix Delastelle. Šifra četiri kvadrata je kriptografska metoda kod koje se šifriraju bigrami (digrafi) tj. parovi slova, što čini ovu metodu šifriranja manje podložnu napadu frekvencijskom analizom jer npr. za hrvatsku abecedu postoji 900 bigrama (30 x 30 kombinacija). Šifriranje bigrama je mnogo sigurnije jer je za uspješni napad frekvencijskom analizom potrebno imati mnogo šifriranog teksta. Šifre koje rabe bigramsku (digrafsku) substituciju zovu se poligrafske substitucijske šifre.